# Roc de la Graula
El Roc de la Graula és una muntanya de 1.286,1 metres a cavall del terme comunal vallespirenc de Ceret, a la Catalunya del Nord i del municipal de Maçanet de Cabrenys, a la comarca catalana de l'Alt Empordà.
Està situat al límit meridional del terme ceretà i al septentrional del de Maçanet de Cabrenys.